# Isabel Herguera
Isabel Herguera (Sant Sebastià, 1961) és una animadora, directora i productora de animació espanyola coneguda per dirigir la Mostra Internacional de Cinema d'Animació de Catalunya (ANIMAC), per ser nominada al Premio Goya al Millor Curtmetratge d'Animació per La Gallina Ciega (2006) i guanyar el Premi Unicef de Curtmetratges i Documentals en Bilbao en 2012.

## Biografia
Herguera va estudiar en la Facultat de Belles Arts a Bilbao. Va prosseguir els seus estudis a l'Acadèmia de Belles arts de Düsseldorf (Alemanya), i posteriorment va viatjar als Estats Units on va realitzar un màster a l'Institut de les Arts de Califòrnia (CALARTS). Va ser allí on va començar la seva trajectòria professional, treballant durant diversos anys en estudis d'animació de Los Angeles.
A mitjan dècada dels 90, va fundar el seu estudi d'animació Loko Pictures, al costat de Satinder Singh, on van realitzar projectes publicitaris. En 2003, Herguera va tornar a Sant Sebastià, ocupant-se des de llavors de dirigir la Mostra Internacional de Cinema d'Animació de Catalunya fins a 2011. Estant sota la seva direcció, el certamen va rebre el Premi Nacional d'Audiovisual del Consell Nacional de la Cultura i dels Arts (CONCA) en 2009.
Des de 2007, dissenya i coordina el programa Laboratori d'Imatge en Moviment en Arteleku, centre d'art creat per la Diputació Foral de Guipúscoa en 1987. Imparteix regularment tallers sobre animació en el National Institute of Design (NID) a Ahmadabad, Índia des de 2005. I també és docent al Central Academy of Fine Arts (CAFA) a Pequín, Xina. En 2011 va rebre el premi a Millor curt amb Ámár, en la secció Animate del X Festival de cinema Cortomieres (Mieres, Astúries). En 2013, participó en el festival Animacam.
En el Congrés de Cinema Basc que va muntar la Filmoteca basca durant l'estiu de 2014, Herguera va participar com a jurat, on es va reunir amb altres directors de l'anomenada generació Kimuak. Kumuak, que en basc fa referència a plans de rodatge, és una plataforma pública que selecciona tots els anys una mostra de projectes i curtmetratges sobre la base de la seva qualitat, originalitat i risc, a més d'estar rodat en basc i realitzat per tècnics i actors locals.
Amb Amore d'inverno (2015, Euskadi), aconsegueix el Gran Premi del Cinema Basc 2015, es tracta d'una pel·lícula d'animació de menys de 10 minuts. Va rebre també un Esment especial del jurat a Imaginaria Film Festival 2016.
A la Secció Oficial de l'I Festival Internacional Dona i Cinema (2016) Herguera rep l'Esment al Millor Curtmetratge d'Animació Ámár.
Va participar com a jurat dins de la secció ANIMAFICX del Festival de Cinema de Gijón 2016. En 2017 participa en el Festival d'Animació d'Annecy, en la secció curtmetratges amb el seu projecte Kutxa Beltza.

## Filmografia
- 1988 – Spain loves you.
- 1989 – Safari.
- 1989 – Cante de ida y vuelta.
- 1993 – Los muertitos.
- 2005 – La gallina ciega. Nominada als Premis Goya en 2006.[15]
- 2010 – Ámár.
- 2012 – Bajo la almohada.
- 2016 – Sailor's Grave.
- 2016 – Winter Love.